# Карнакский царский список
Карнакский царский список — список ранних правителей Древнего Египта, выбитый на камне в зале празднеств Тутмоса III Карнакского храма (совр. Луксор, Египет). Сегодня выставлен в Лувре, Париж.

## Описание
Создан в правление фараона XVIII династии Тутмоса III и содержит в хронологическом порядке 61 имя правителей (егип. nesu), начиная с Менеса (ок. 2920 до н. э.) и заканчивая Тутмосом III. Лишь 39 имён хорошо читаемы на повреждённом каменном блоке, а одно не заключено в картуш. Это не полный список древнеегипетских фараонов, установленных специалистами по иным древним источникам, но он важен для определения правителей Второго Переходного периода (ок. 1642—1550 до н. э.).

## История обнаружения
Список впервые упомянут английским египтологом Джеймсом Бёртоном в 1825 году. В 1845 году французский египтолог Эмиль Присс тайно демонтировал эти барельефы («Карнакский царский список») и вывез их в Лувр, подкупив египетского чиновника. Из-за неверного нанесения лака из битума цветная роспись барельефов утрачена.
Спускаясь по Нилу с уложенными в ящики блоками, Эмиль Присс встретил лодку немецкого коллеги Карла Рихарда Лепсиуса у Бени-Хасан. Согласно воспоминаниям сына Присса, Лепсиус за чашкой кофе признался, что направляется в Карнак за Царским списком, который намерен отправить в Берлин с одобрения властей. Эмиль Присс промолчал, что в тот момент сидел на одном из ящиков с фрагментом того самого списка.

## Фараоны Карнакского списка
Приведены общепринятые имена фараонов, за которыми в скобках следуют фактически записанные в списке имена (если известны). Список разделён в центре и пронумерован от сторон к центру.
| Левая сторона                           | Правая сторона                              |
| Верхний ряд                             | Верхний ряд                                 |
| --------------------------------------- | ------------------------------------------- |
| 1. Neferkare                            | 32. Сенусерт III (Kha-ka-re)                |
| 2. Снофру                               | 33. Себекхотеп IV (Kha-nefer-re)            |
| 3. Сахура                               | 34. Неферхотеп I (Kha-sekhem-re)            |
| 4. Ниусерра (Ini)                       | 35. Себекхотеп III (Sekhem-re-se-wadj-tawy) |
| 5. Джедкара Исеси (Isesi)               | 36. Себекхотеп II (Sekhem-re-khu-tawy)      |
| 6. разрушено                            | 37. Аменемхет V (S-ankh-ib-re)              |
| 7. разрушено                            | 38. Суадженра (Небирирау I)                 |
| 8. Сехемра Сементауи (Джхути)           | 39. …kau(re)                                |
| Второй ряд                              |                                             |
| 9. разрушено                            | 40. разрушено                               |
| 10. Иниотеф                             | 41. Неферхотеп II (Mer-sekhem-re)           |
| 11. In…                                 | 42. Себекхотеп VII (Mer-kau-re)             |
| 12. Men…                                | 43. Себекхотеп VIII? (Se-user-tawy)         |
| 13. Иниотеф                             | 44. …re                                     |
| 14. Teti?                               | 45. Senefer..re                             |
| 15. Пиопи                               | 46. Себекхотеп V (Kha-hotep-re)             |
| 16. Меренра I? (Mer-en-re)              | 47. Себекхотеп I (Kha-ankh-re)              |
| Третий ряд                              |                                             |
| 17. Аменемхет I (Se-hotep-ib-re)        | 48. Wahkhaure                               |
| 18. Аменемхет II (Nebu-ka-re)           | 49. Сенебемиу (Суахенра)                    |
| 19. разрушено                           | 50. Себекхотеп VI (Mer-hotep-re)            |
| 20. разрушено                           | 51. Угаф (Khu-tawi-re)                      |
| 21. Аменемхет IV (Maa-khe-ru-re)        | 52. разрушено                               |
| 22. Нефрусебек                          | 53. разрушено                               |
| 23. Иниотеф                             | 54. Рахотеп (Сехемра Уахкау)                |
| Нижний ряд                              |                                             |
| 24. Сенусерт I (Kheper-ka-re)           | 55. …re                                     |
| 25. Секененра Таа (Se-qen-en-re)        | 56. Senefer..re                             |
| 26. Сенахтенра                          | 57. Sewadj..re                              |
| 27. Seuserenre Bebiankh (Se-user-en-re) | 58. Sekhem..re                              |
| 28. Нубхеперра (Иниотеф VII)            | 59. разрушено                               |
| 29. Ментухотеп II (Neb-hetep-re)        | 60. разрушено                               |
| 30. Ментухотеп III (Se-nefer-ka-re)     | 61. разрушено                               |
| 31. Нечитаемо                           |                                             |